# Pseudocamponotus elkoanus
Pseudocamponotus elkoanus är en myrart som beskrevs av Carpenter 1930. Pseudocamponotus elkoanus ingår i släktet Pseudocamponotus och familjen myror. Inga underarter finns listade i Catalogue of Life.